# Alpha Oumar Konaré
Alpha Oumar Konaré (ur. 2 lutego 1946 w Kayes) – polityk malijski, w latach 1992–2002 prezydent Mali. Profesor historii i archeologii. 

## Życiorys
Jego poród odbierała Aoua Kéita.
W latach 1971–75 studiował na Wydziale Historycznym Uniwersytetu Warszawskiego, gdzie obronił doktorat z zakresu archeologii zachodnioafrykańskiej. W czasie studiów w Polsce mieszkał na warszawskich Jelonkach. Założyciel pisma „Les Echos” i pierwszej w Mali rozgłośni radiowej (1991). Przewodniczący Komisji Unii Afrykańskiej w latach 2003-2008.
We wrześniu 2021 r. Alpha Oumar Konaré był pilnie hospitalizowany w Maroku w szpitalu Cheikh Zaid w Rabacie.

## Życie prywatne
Jego żoną jest Adame Ba Konaré, z którą ma trzech synów i córkę Kadiatou Konaré. 